# Bourreria rowellii
Bourreria rowellii är en strävbladig växtart som beskrevs av Ivan Murray Johnston. Bourreria rowellii ingår i släktet Bourreria och familjen strävbladiga växter. Inga underarter finns listade i Catalogue of Life.